# Laura Smulders
Laura Smulders (Nimega, 9 dicembre 1993) è una ciclista di BMX olandese, medaglia di bronzo nella gara di specialità ai Giochi olimpici di Londra 2012.

## Palmarès
- Giochi olimpici

Londra 2012: bronzo.
- Mondiali - BMX

Rotterdam 2014: bronzo nella gara Elite.
Baku 2018: oro nella gara Elite.
Zolder 2019: argento nella gara Elite.